# Adiós con el corazón
Pour plus de détails, voir Fiche technique et Distribution.
Adiós con el corazón est un film espagnol réalisé par José Luis García Sánchez, sorti en 2000.

## Synopsis
Juan est un homme à femme d'âge mûr qui croit qu'il est toujours aussi beau que dans sa jeunesse. Un jour, sa fille revient dans sa vie.

## Fiche technique
- Titre : Adiós con el corazón
- Réalisation : José Luis García Sánchez
- Scénario : Rafael Azcona et José Luis García Sánchez
- Musique : Carmelo A. Bernaola
- Photographie : Alfredo Mayo
- Montage : Pablo G. del Amo
- Production : José María Calleja
- Société de production : Alta Films, Antena 3 Televisión, Canal+ España, Gaila et Galiardo Producciones
- Pays :  Espagne
- Genre : Comédie dramatique
- Durée : 89 minutes
- Dates de sortie : 
  -  Espagne : 7 juillet 2000
  -  France : 2000

## Distribution
- Juan Luis Galiardo : Juan
- Laura Ramos : Caty
- Jesús Bonilla : Pozueta
- Neus Asensi : Carmela
- Juan Echanove : Pepe
- María Luisa San José : Paulina
- Teresa Gimpera : Alicia
- Aurora Bautista : La Marquesa
- Christopher de Andrés : Girondo
- Pedro Miguel Martínez : Tony
- Teté Delgado : Noelia
- Guillermo García-Ramos : Carlos
- Sergio Villanueva : Magaña

## Distinctions
Le film a remporté le prix Goya du meilleur acteur pour Juan Luis Galiardo.